# Винченцо Гонзага (Гуастала)
Вижте пояснителната страница за други личности с името Винченцо Гонзага.
Винченцо Гонзага (на италиански: Vincenzo Gonzaga; * 18 май 1634, Гуастала, Херцогство Гуастала; † 28 април 1714, пак там) от рода Гонзага е херцог на Гуастала от 1694 до 1702 г. и от 1704 до 1714 г.

## Произход
Той е син на Андреа Гонзага († 1686), граф на Сан Паоло, и на съпругата му Лаура Криспиано от маркизите на Фузара (подселище на дн. Барониси). Внук е по бащина линия на Феранте II Гонзага, херцог на Гуастала и херцог на Амалфи, и на Витория Дория. Има един брат и четири сестри:
- Джовани († млад), съпруг на Иполита Канавиля;
- Елеонора († 1715), игуменка на манастира „Сан Грегорио Армено“ в Неапол;
- Киара Витория (* 1635), бенедиктинска монахиня в манастира „Сан Грегорио Армено“ в Неапол;
- Антония († 1711), игуменка на манастира „Сан Грегорио Армено“ в Неапол;
- Фаустина, бенедиктинска монахиня в манастира „Сан Грегорио Армено“ в Неапол.

## Биография
След бездетен брак с Теодора Порция Гуиди ди Баньо той се жени през 1679 г. за Мария Витория Гонзага, най-малката дъщеря на братовчед му херцог Феранте III Гонзага ди Гуастала. Когато Феранте III умира през 1678 г. без наследници, Гуастала е временно управлявана от Фердинандо Карло Гонзага-Невер, херцог на Мантуа и Монферат, съпруг на Анна Изабела Гонзага, най-голямата дъщеря на херцог Феранте III, съгласно брачния договор (потвърден от Имперския двор), което на практика изключва представителите на клона Гонзага ди Гуастала. Новият херцог обаче, освен че няма деца от жена си, влиза в конфликт с двора на Виена заради съюза си с Кралство Франция. Така Винченцо става херцог на Гуастала през 1692 г. с подкрепата на Империята и Испания. Той също така наследява феодите Боцоло и Помпонеско през 1707 г. и Сабионета през 1710 г.
Връщайки се в своето херцогство малко след изгонването на французите, херцог Винченцо го намира напълно опустошено: старите съкровища и шедьоври на изкуството са изчезнали, разграбени от войниците, държавните архиви са ограбени, дворецът е сведен до бивак. Винченцо не знае откъде да намери средства за възстановяване на държавата. Той също има проблеми и със семейството си: братовчед му Фердинандо Карло Гонзага-Невер, херцог на Мантуа и Монферат, нямайки наследници, заплашва да отрови децата му, страхувайки се, че ще бъде свален. От страх от тези заплахи Винченцо държи потомството си заключено в замък, охраняван от тежко въоръжени стражи. 
С падането на херцога на Мантуа Фердинандо Карло през юни 1708 г. Винченцо мобилизира своята дипломация, за да поиска инвеститура с Херцогство Мантуа, на което император Карл VI отговаря, че няма намерение да върне херцогството на Гонзага, а да го присвои за себе си и за своето хабсбургско наследство, тъй като в договора от Ращат е постановено от самото начало, че с приключването на италианския фронт във Войната за испанското наследство Мантуа ще премине към Хабсбургите в негово лице. Новината шокира херцог Винченцо толкова много, че той умира от разбито сърце, поради престъплението, претърпяно от договора и невероятната измяна от страна на Хабсбургите, които знаят, че Винченцо Гонзага винаги е предпочитал имперските войски по време на конфликта. След смъртта му на 28 април 1714 г., на 79 години, той е наследен от най-големия си син Антонио Феранте.

## Брак и потомство
Жени се два пъти:
∞ 1. за Теодора Порция Гуиди ди Баньо, от която няма деца
∞ 2. 1679 за Мария Витория Гонзага (* 9 септември 1659, Гуастала; † 5 септември 1707, Венеция), от която има двама сина и три дъщери:
- Мария Изабела Гонзага (14 март 1680, Гуастала – 2 декември 1726, пак там)
- Антония Гонзага (1685 – 1687)
- Елеонора Луиза Гонзага (13 ноември 1686, Гуастала – 16 март 1742, Падуа), ∞ 14 юли 1709 за Франческо Мария де Медичи (1660 – 1711), син на великия херцог на Тоскана Фердинандо II де Медичи, от когото няма деца. Има 4 извънбрачни деца.
- Антонио Феранте Гонзага (9 декември 1687, Гуастала – 16 април 1729, пак там), херцог на Гуастала от 1714, ∞ 1, за Маргерита Чезарини, от която няма деца ∞ 2. 23 февруари 1727 за Теодора фон Хесен-Дармщат (1706 – 1784), дъщеря на ландграф Филип фон Хесен-Дармщат, от която няма деца
- Джузепе Мария Гонзага (20 март 1690, Гуастала – 16 август 1746, пак там), херцог на Гуастала от 1729, ∞ 29 март 1731 за Елеонора фон Шлезвиг-Холщайн-Зондебург-Визенбург (1715 –  1760), дъщеря на херцог Леополд фон Шлезвиг-Холщайн-Зондебург-Визенбург, от която няма деца.